# Сагне (місто)
Сагне́ (фр. Saguenay) — місто у провінції Квебек (Канада), на березі річки Сагне.
Адміністративний центр регіону Сагне-Ляк-Сен-Жан.
Місто утворене 1 січня 2002 внаслідок об'єднання 7 муніципалітетів: Шикутімі́ (Chicoutimi), Жонкьє́р (Jonquière), Ла Бе (La Baie), Латер'є́р (Laterrière), Шипшоу (Shipshaw), Озера Кеногамі́ (Lac Kénogami) і частини кантону Трамбле́ (фр. canton de Tremblay). Розташоване на березі річки Сагне, недалеко від озера Сен-Жан. У 2005 році населення міста було 67 800 мешканців.

## Клімат
| Клімат Сагне, 1981–2010, 1880–сьогодення | Клімат Сагне, 1981–2010, 1880–сьогодення | Клімат Сагне, 1981–2010, 1880–сьогодення | Клімат Сагне, 1981–2010, 1880–сьогодення | Клімат Сагне, 1981–2010, 1880–сьогодення | Клімат Сагне, 1981–2010, 1880–сьогодення | Клімат Сагне, 1981–2010, 1880–сьогодення | Клімат Сагне, 1981–2010, 1880–сьогодення | Клімат Сагне, 1981–2010, 1880–сьогодення | Клімат Сагне, 1981–2010, 1880–сьогодення | Клімат Сагне, 1981–2010, 1880–сьогодення | Клімат Сагне, 1981–2010, 1880–сьогодення | Клімат Сагне, 1981–2010, 1880–сьогодення | Клімат Сагне, 1981–2010, 1880–сьогодення |
| Показник                                 | Січ.                                     | Лют.                                     | Бер.                                     | Квіт.                                    | Трав.                                    | Черв.                                    | Лип.                                     | Серп.                                    | Вер.                                     | Жовт.                                    | Лист.                                    | Груд.                                    | Рік                                      |
| Абсолютний максимум, °C                  | 15,2                                     | 13,6                                     | 25,2                                     | 30,4                                     | 34,4                                     | 36,3                                     | 38,4                                     | 39,4                                     | 33,3                                     | 31,7                                     | 22,9                                     | 14,4                                     | 39,4                                     |
| Середній максимум, °C                    | −10,1                                    | −7,4                                     | −0,6                                     | 7,9                                      | 16,3                                     | 22,0                                     | 24,2                                     | 23,0                                     | 17,5                                     | 9,6                                      | 1,8                                      | −5,7                                     | 8,2                                      |
| Середня температура, °C                  | −15,7                                    | −13                                      | −6,3                                     | 2,6                                      | 9,9                                      | 15,6                                     | 18,4                                     | 17,1                                     | 12,1                                     | 5,3                                      | −2                                       | −10,4                                    | 2,8                                      |
| Середній мінімум, °C                     | −21,1                                    | −18,7                                    | −12                                      | −2,8                                     | 3,4                                      | 9,2                                      | 12,4                                     | 11,1                                     | 6,5                                      | 1,0                                      | −5,7                                     | −15                                      | −2,6                                     |
| Абсолютний мінімум, °C                   | −43,9                                    | −45                                      | −40                                      | −24,4                                    | −16,1                                    | −4,4                                     | −3,9                                     | −4,4                                     | −7,2                                     | −17,8                                    | −31,1                                    | −42,8                                    | −45                                      |
| Норма опадів, мм                         | 57.9                                     | 50.8                                     | 52.2                                     | 62.2                                     | 80.8                                     | 88.0                                     | 111.8                                    | 91.2                                     | 102.7                                    | 85.2                                     | 78.0                                     | 69.8                                     | 930.6                                    |
| Днів з опадами                           | 19,2                                     | 15,8                                     | 15,0                                     | 14,3                                     | 15,1                                     | 14,9                                     | 16,6                                     | 15,5                                     | 16,1                                     | 16,9                                     | 19,0                                     | 20,0                                     | 198,4                                    |
| Днів з дощем                             | 1,7                                      | 1,7                                      | 3,7                                      | 9,8                                      | 14,8                                     | 14,9                                     | 16,6                                     | 15,5                                     | 16,1                                     | 15,4                                     | 8,6                                      | 3,2                                      | 122,1                                    |
| Днів зі снігом                           | 19,1                                     | 15,4                                     | 13,1                                     | 7,2                                      | 1,1                                      | 0,0                                      | 0,0                                      | 0,0                                      | 0,07                                     | 3,5                                      | 13,7                                     | 19,6                                     | 92,8                                     |
| ---------------------------------------- | ---------------------------------------- | ---------------------------------------- | ---------------------------------------- | ---------------------------------------- | ---------------------------------------- | ---------------------------------------- | ---------------------------------------- | ---------------------------------------- | ---------------------------------------- | ---------------------------------------- | ---------------------------------------- | ---------------------------------------- | ---------------------------------------- |

## Вищі навчальні заклади
У місті діє Квебекський університет у Шикутімі.

## Міста-побратими
- Камрось  Канада

## Фотогафії міста Сагне

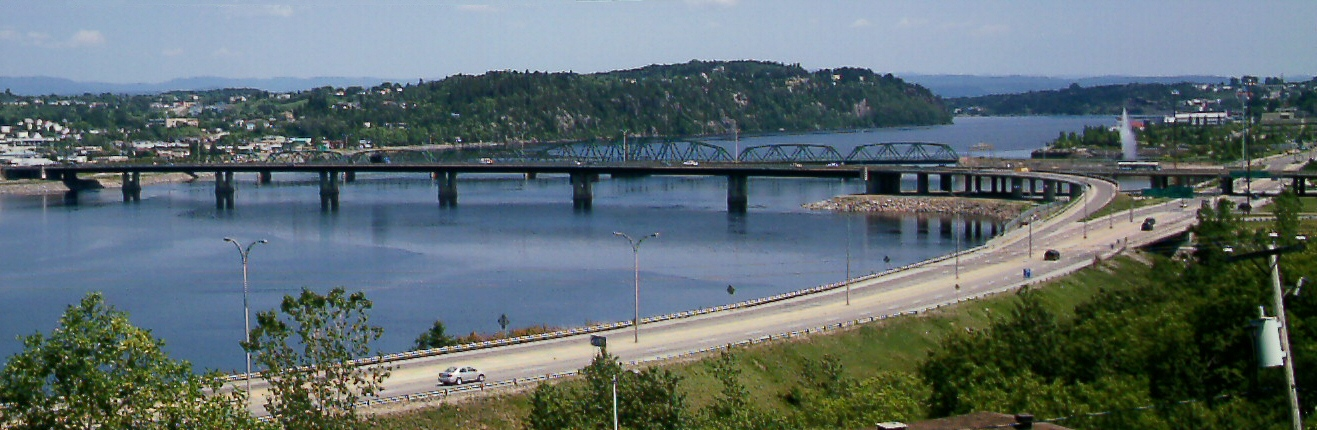
Шикутімі
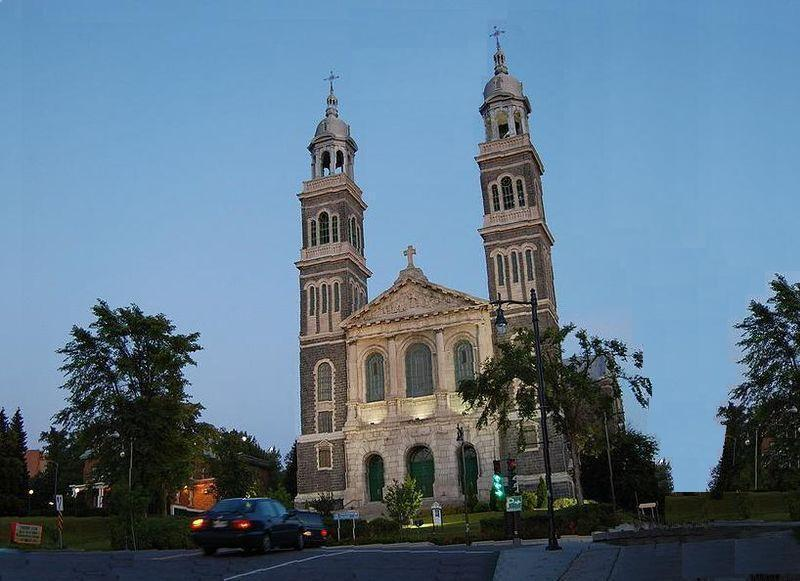
Собор Сен-Франсуа-Ксав'єр (Cathédrale Saint-François-Xavier)

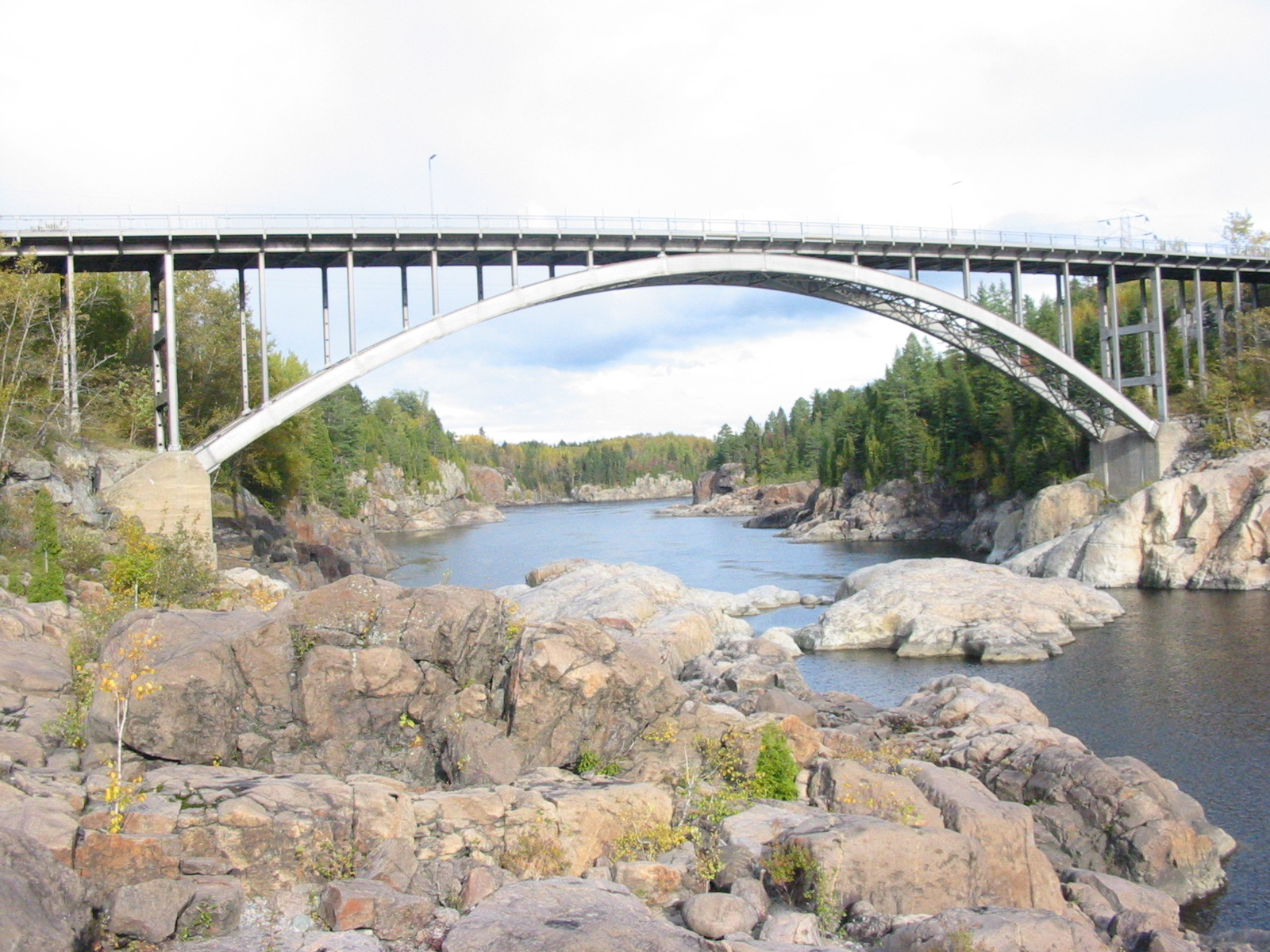
Жонкьє́р
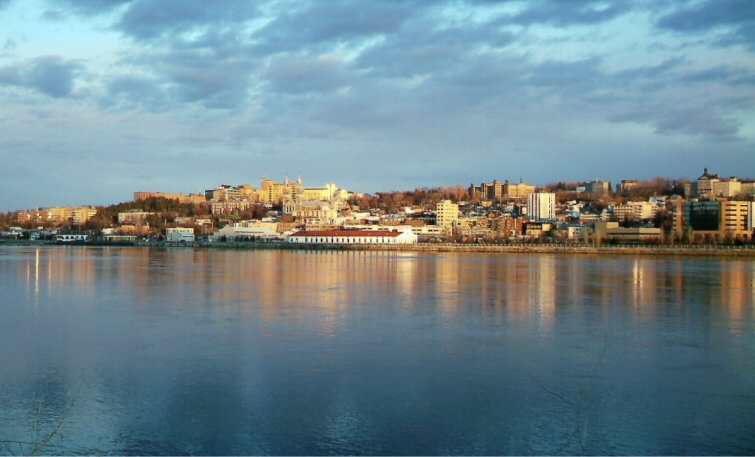